# Alchemilla confertula
Alchemilla confertula är en rosväxtart som beskrevs av Sergei Vasilievich Juzepczuk. Alchemilla confertula ingår i släktet daggkåpor, och familjen rosväxter. Inga underarter finns listade i Catalogue of Life.